# デストロイ アンド レボリューション
『デストロイ アンド レボリューション』（Destroy and Revolution）は、森恒二による日本の漫画作品。『週刊ヤングジャンプ』（集英社）にて、2010年47号から2016年48号まで連載された。単行本は全9巻。3巻までの累計発行部数は26万1千部。

## ストーリー
プロローグ
両親を亡くし、中学ではイジメに遭って二度留年している高校生田中マコトは、「ある秘密」を隠しながら生活していたが、唯一の肉親である祖母も亡くなり天涯孤独になる。マコトの持つ超能力『ワンネス』は、遠隔にある物体をこそぎ取ってしまう恐るべき破壊の力だった。
既存の社会システムの破壊と再生を目論んでいたユウキは、親友になったマコトの能力『ワンネス』を見せられ、それが世界を変革できると見込んだことをきっかけに、2人は手を組んでテロ組織「問う者」を結成する。
序盤
2人は「革命」を掲げて『ワンネス』の能力を使って、橋やビルなどの鉄骨に穴を開けて倒壊させることで、不正を行う政治家や建築会社などを狙い撃ちにし、日本国政府を相手にテロ活動を決行していく。
ユウキの知人の大槻純一郎、工藤陽子の2人が『問う者』のメンバーとなり、大槻は『ワンネス』の力に目覚めることに成功。人を殺すことに踏ん切りがつかないマコトは、『問う者』から離脱することになる。大槻の『ワンネス』の破壊活動により、日本政府は一転して弱腰となり、警察の捜査の進展のために時間稼ぎに終始するようになる。
大槻は『ワンネス』の万能感により傲慢な性格になっていき、ユウキは大槻と袂を分かって『問う者』から除名する。だが、大槻は『問う者の剣』を名乗って、『ワンネス』による破壊活動を継続し、政治家たちを殺傷するようになっていく。
『問う者』の存続を懸念したユウキは、『ワンネス』の感知能力により大槻の居場所を突き止めて、彼を始末しようとする。だが、大槻はそれを逆手にとってユウキを殺害しようとし、マコトが『ワンネス』の世界に干渉して止めて事なきを得る。
中盤
大槻は『ワンネス』の力を進化させ、自身を実体転移させたり、銃による傷さえも治癒するようになる。一方、アメリカ合衆国の超能力者ジョン・トレンパーが来日して、『ワンネス』の発生源を探知して警察の捜査に協力するようになる。ユウキとマコトは警察の包囲網を利用して、ワンネスにより集中を乱して実体転移を妨害することで大槻を倒そうと目論むが、大槻は更なる力『物体同化』に目覚めて脱出に成功する。(4巻まで)
警察に顔が割れてしまった大槻は、米軍のヘリ部隊を撃破した後、居場所を探知しているジョンを排除するため、警察庁に侵入してくる。職員23名を次々と殺害し、担当の刑事部長に脅しをかけたことから、警察は逮捕を諦め「交渉」する方向にシフトする。一方、アメリカは『問う者』を危険視して、爆撃や核兵器さえ辞さない態度を見せる。
CIAの対策本部長ゴードンに裏切られていたジョンは、『問う者』の一員として行動を共にすることになり、アメリカに『問う者』に干渉しないよう警告を行う。それを知った大槻は厚木の米軍基地を襲い、マコト達は大槻を止めるため日本に転移して、爆撃の中で大槻を倒す。
終盤
警察の捜査により大槻の身元が割れ、『ワンネス』の力を使いこなせるようになったユウキは、マコトと距離をとって、賛同者を集めるべく『問う者の国』を設立する。賛同者の中から『ワンネス』の資質のある者たちを見出し、「自身に帰依できない者は死ぬ」という刷り込みを与えて、私兵となる能力者を増やしていく。
米軍が『問う者』への爆撃をしようとする中、ユウキは世界各国のマスコミの前に姿を現し、全世界に警告を与える。さらに、在日米軍の艦隊を海に沈めて、攻撃部隊を撤退に追い込む。さらにユウキは、宇宙にあるISSを占拠して、先進国の首脳に対して「大量破壊兵器を破棄し、軍事費を半減する」ことを強要する。
米軍を始め、敵対するフランス・イギリスの軍隊を壊滅に追い込み、ユウキは世界平和への変革を成そうとする。一方で『問う者の国』のメンバー達は、ユウキを超える力を持つマコトを脅威と見なし、刺殺しようとするが暴走したマコトの思念によって返り討ちに遭う。
各国首脳は、ISSにいるユウキを抹殺するためISSを爆破するが、マコトがユウキを助ける。だが、ユウキはマコトと完全に決別し、神として世界を導くことを告げる。ユウキを止めるため警察に協力することにしたマコトは、『問う者の国』のメンバーの位置を特定して、警察の特殊部隊や軍隊に強襲させてメンバーを殺害することに成功する。
無敵のマコトを一瞬で葬り去るため、ユウキは自身を囮にしてアメリカに核兵器を使用させて、小島を守ろうとするマコトを殺害しようとする。マコトは核兵器の爆発から小島を守ろうとするが、小島の意識だけしか『ワンネス』の異空間に退避できず亡くなってしまう。
エピローグ
東京に核兵器が落ちて1年が経過し、マコトの意識は拡大して世界中に広がり、世界各地を放浪するユウキに付きまとうようになる。マコトとユウキは対話を重ね、やがて訪れるであろう地球の最後に備えて、別の星への人類の移住を『ワンネス』の力で行う『箱舟の役割』を担うこそ、自分たちに与えられた役割であると考えるに至り、物語は終わりを告げる。

## 登場人物
田中マコト
18歳。高校を2年留年している。校内であまり目立たない存在。父親は経営していた工場が潰れその工場で首吊り自殺、母親は工場の借金に追われながら働いていたがマコトが中学になる前に失踪した。その後祖母とアパートで二人暮らしをしていたが、その祖母も他界し、天涯孤独の身となる。両親が残した数百万の借金がある。小中生の頃からいじめを受け続け、鬱と偏頭痛で不登校になり、フリースクールと精神科の病院を行き来する毎日を送った。その不登校時に診療所で出会った謎の男に接触した際に「ワンネス」の能力に目覚める。その後自身の能力についてユウキに打ち明ける。前述の過去によって、社会を憎んでいたことも相まって、ユウキの考えに同調し、共にテロ組織「問う者」を結成し、ワンネスの能力による破壊活動の役割を担う。生活費を稼ぐために同級生の小島ナオコの父親が経営している酒屋でアルバイトをしている。
ナオコと二人でいるところを不良グループに襲われ、ナオコを助ける為にワンネスの力を使ったことで、ユウキに腹の内を見透かされ、問う者のメンバーから外れる。大槻が暴走した際には一時的に協力するが、その後のユウキの活動についていけなくなり、対立を深めていく。
ユウキ
マコトの友人で同級生。マコトと同じく高校を2年留年している。校内で知らない人間がいないほどの有名人で男女に関わらず友達も多い。校内全員の個人情報を把握している。留年した理由は色々な噂があるが詳細は不明。裕福な家に生まれ何不自由なく育っており、実家から離れたマンションで一人暮らしをしている。母親は他界しており、父親とはうまくいっていない。
政治や経済等、世界が抱えている山積した問題に対して憂い、マコトにテロ思想を打ち明ける。マコトもまた能力について打ち明け、テロ組織「問う者」を結成する。マコトに頼みワンネスの能力を得ようと試みるも失敗し3日間の昏睡状態に陥るが、大槻との一件を機に、自身も気づきを経て能力を駆使するようになる。問う者の具体的な活動を決めるリーダー的役割を担っている。しかし、マコトとのすれ違いにより彼を脱退させる。
小島ナオコ
マコトの同級生。父親が酒屋を経営している。「問う者」の活動を快く思っていない。母親は既に他界している。不幸ごとが重なっても明るく生きようとする姿勢はマコトの考えに影響を与えた。
工藤陽子
「問う者」の一員。母親がヤクザの愛人であり、そのことがきっかけで周囲から蔑まれる。男に会った際に怒りをぶつけるつもりでいたが、普通の優しい中年の男性であったことから、怒りの矛先を失い、やがて自身の境遇は社会が悪いと考えるようになり、後にユウキと出会い、問う者の一員となった。ワンネスの能力は持たず、補佐的な役割を担う。
大槻純一郎
「問う者」の一員。眼鏡をかけた理性的な青年。物理学を専攻している。マコトによる「気づき」の儀式によってワンネスの能力に目覚める。マコトが「問う者」のメンバーから離脱した後、破壊活動を担当していたが、ワンネスの万能感によって理性を保てなくなり、問う者の意思を無視して活動するようになりやがて暴走し、ユウキとも対立するようになる。陽子曰く、優しく温厚だったのは弱かったからであって、ワンネスが表の顔を取り払ったという。
中村
警察官。国家公務員一種をトップの成績で通過し、他国で犯罪心理学の学位をいくつも修めているエリートキャリア。新人という理由で周りからは見下されているが、刑事部から出向してきた岩木からは一目置かれている
岩木
警察官。刑事部から出向している。中村に一目置き、彼女と行動を共にする良きパートナーとなる。

## 用語
ワンネス（気づき）
能力者の視界に入っている物を触れずに一掴みほど熱で収縮したような形にして能力者の手の中に転移させる超能力。見えているものならば、建物の鉄骨などの内部の物を抜き取れるので、何度も繰り返すことで建物を倒壊させることも出来る。逆に能力者の手の中にあるものを送り込んで遠くにある物質と融合させることも出来る。使用時には耳鳴りのような高い音が発生し、何度も使用すると能力者は疲弊する。能力者は「気づき」の儀式によって他人にワンネスを覚醒させることも出来る。その際には自我を捨てて精神を委ねなければならないため、強烈な自我を持つ者は能力者になりにくく、失敗すれば昏睡状態に陥るか、精神に破綻をきたしてしまう。またその能力は世界と1つになることによってもたらされているので能力者同士は他の能力者がワンネスを使う時にその使用意図や感情が通じ合い大凡の所在位置も感じ取れる。これはワンネスの覚醒に失敗して生還した者も同様である。
ワンネスの力を更に得ると、意識した場所に自分自身を転移させることができる。

## 書誌情報
- 森恒二 『デストロイ アンド レボリューション』 集英社〈ヤングジャンプ・コミックス〉、全9巻
  1. 2011年4月30日第1刷発行（4月28日発売[集 1]）、ISBN 978-4-088-79135-7
  2. 2011年12月24日第1刷発行（12月19日発売[集 2]）、ISBN 978-4-088-79237-8
  3. 2012年9月30日第1刷発行（9月28日発売[集 3]）、ISBN 978-4-088-79394-8
  4. 2013年5月31日第1刷発行（5月29日発売[集 4]）、ISBN 978-4-088-79548-5
  5. 2013年12月24日第1刷発行（12月19日発売[集 5]）、ISBN 978-4-08-879723-6
  6. 2014年7月23日第1刷発行（7月18日発売[集 6]）、ISBN 978-4-08-879872-1
  7. 2015年7月22日第1刷発行（7月17日発売[集 7]）、ISBN 978-4-08-890231-9
  8. 2016年6月22日第1刷発行（6月17日発売[集 8]）、ISBN 978-4-08-890388-0
  9. 2017年1月24日第1刷発行（1月19日発売[集 9]）、ISBN 978-4-08-890652-2